# Clarques
Clarques és un municipi francès situat al departament del Pas de Calais i a la regió dels Alts de França. L'any 2007 tenia 262 habitants.

## Demografia

### Població
El 2007 la població de fet de Clarques era de 262 persones. Hi havia 101 famílies de les quals 18 eren unipersonals (11 homes vivint sols i 7 dones vivint soles), 34 parelles sense fills, 45 parelles amb fills i 4 famílies monoparentals amb fills.
La població ha evolucionat segons el següent gràfic:
Habitants censats

### Habitatges
El 2007 hi havia 113 habitatges, 102 eren l'habitatge principal de la família, 4 eren segones residències i 8 estaven desocupats. 101 eren cases i 7 eren apartaments. Dels 102 habitatges principals, 89 estaven ocupats pels seus propietaris, 12 estaven llogats i ocupats pels llogaters i 1 estava cedit a títol gratuït; 3 tenien una cambra, 4 en tenien dues, 8 en tenien tres, 28 en tenien quatre i 59 en tenien cinc o més. 89 habitatges disposaven pel capbaix d'una plaça de pàrquing. A 37 habitatges hi havia un automòbil i a 57 n'hi havia dos o més.

### Piràmide de població
La piràmide de població per edats i sexe el 2009 era:
| Homes | Edats   | Dones |
| ----- | ------- | ----- |
| 0     | 95 o +  | 0     |
| 0     | 90 a 94 | 0     |
| 0     | 85 a 89 | 4     |
| 4     | 80 a 84 | 0     |
| 4     | 75 a 79 | 4     |
| 12    | 70 a 74 | 8     |
| 0     | 65 a 69 | 8     |
| 16    | 60 a 64 | 8     |
| 0     | 55 a 59 | 0     |
| 4     | 50 a 54 | 4     |
| 4     | 45 a 49 | 0     |
| 20    | 40 a 44 | 16    |
| 0     | 35 a 39 | 8     |
| 8     | 30 a 34 | 0     |
| 16    | 25 a 29 | 16    |
| 4     | 20 a 24 | 4     |
| 8     | 15 a 19 | 12    |
| 4     | 10 a 14 | 0     |
| 4     | 5 a 9   | 4     |
| 12    | 0 a 4   | 4     |

## Economia
El 2007 la població en edat de treballar era de 177 persones, 130 eren actives i 47 eren inactives. De les 130 persones actives 115 estaven ocupades (63 homes i 52 dones) i 14 estaven aturades (9 homes i 5 dones). De les 47 persones inactives 19 estaven jubilades, 13 estaven estudiant i 15 estaven classificades com a «altres inactius».

### Ingressos
El 2009 a Clarques hi havia 107 unitats fiscals que integraven 287 persones, la mediana anual d'ingressos fiscals per persona era de 16.864 €.

### Activitats econòmiques
Dels 8 establiments que hi havia el 2007, 1 era d'una empresa alimentària, 2 d'empreses de fabricació d'altres productes industrials, 3 d'empreses de comerç i reparació d'automòbils i 2 d'empreses classificades com a «altres activitats de serveis».
L'únic servei als particulars que hi havia el 2009 era un taller de reparació d'automòbils i de material agrícola.
L'únic establiment comercial que hi havia el 2009 era una fleca.
L'any 2000 a Clarques hi havia 8 explotacions agrícoles.

## Equipaments sanitaris i escolars
El 2009 hi havia una escola elemental integrada dins d'un grup escolar amb les comunes properes formant una escola dispersa.

## Poblacions més properes
El següent diagrama mostra les poblacions més properes.